# Elitism
Elitism är en tro på eller ett förhållningssätt till en elit. Denna elit anses av förespråkare ha bättre åsikter som bör tas mer allvarligt, eller anses vara de enda som passar som ledare. I ett samhälle som styrs genom elitism erhåller denna grupp människor en särskild position eller särskilda privilegier i gruppen, i motsats till majoriteten av folket som inte har förmågor eller förutsättningar av att leva upp till kraven. Medlemmar av en ärvd elit kallas aristokrater.
Elitism kan ta sig många uttryck, positiva (t.ex. när elitens förmågor kommer alla till del) och negativa (t.ex. vid diskriminering).
Elitism förknippas ofta med socialklass; överklassen kallas ofta den sociala eliten.
Inom den så kallade elitteorin har man utifrån en vetenskaplig grundsyn studerat eliterna i samhället.

## Egenskaper
Förmågor eller förutsättningar som legitimerar eliten varierar. De kan inkludera, men är inte begränsade till, faktorer som: titel, arbetsgivare, höga akademiska meriter, goda yrkesmässiga meriter och stor erfarenhet i elitområdet, hög intelligens, goda fysiska förutsättningar, hög kreativitet, god smak och personligt välstånd som ofta erhållits som belöning för de kvalifikationer som utgör eliten.

## Anti-elitism
"Elitist" och "elitism" kan ibland användas nedsättande av någon som inte tillhör eliten, eller av den som tillhör eliten men använder orden i cyniskt, retoriskt syfte för att förlöjliga eller kritisera ett agerande som utestänger någon på grundval av dennes bristande förmåga eller förutsättningar. Elitism kan av somliga ses som att förespråka exkludering av ett stort antal människor från privilegierade positioner eller makt.

## Elitism och utbildning
Elitism i utbildningsväsendet avser en pedagogik som fokuserar på elever eller studenter med extra goda förmågor, enligt kritikerna på bekostnad av dem som anses mindre begåvade.

## Elitism och kultur
Kulturelitism handlar om en typ avståndstagande från populärkulturen och ett hyllande av sådant som sällan uppskattas av breda befolkningsgrupper. Detta kan röra sig om sådant som modern arkitektur, modern konst (exempelvis installationer), modern klassisk musik, poesi och så vidare. De personer som hänger sig åt kulturelitism brukar som kollektiv kallas kulturelit. Begreppet skall inte blandas ihop med finkultur som mer handlar om en viss repertoar som opera, balett, klassisk litteratur och klassisk musik.